# Achemine (police de caractères)
Pour les articles homonymes, voir Achemine.

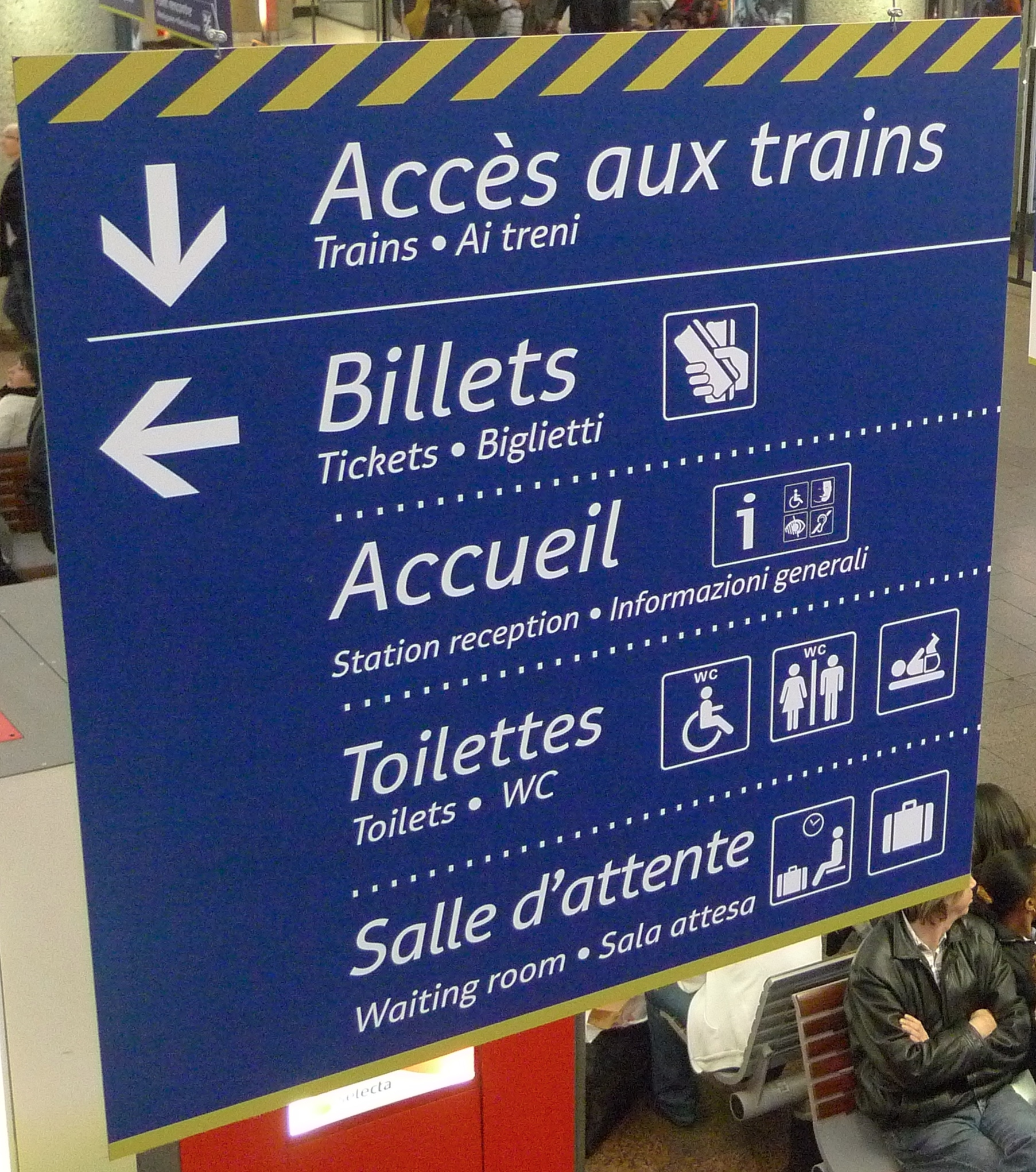
Panneau de gare utilisant Achemine Italique à Lyon.

Achemine est une famille de polices de caractères créée en 2008 pour la signalétique de la SNCF.
Ces caractères sans empattement ont été mis au point par Bruno Bernard dans le but d'augmenter la lisibilité de la signalétique dans le cadre de mise en accessibilité des gares.